# Пальянов, Юрий Николаевич
Юрий Николаевич Пальянов (род. 21 января 1956, СССР) — советский и российский учёный-кристаллограф и минералог, доктор геолого-минералогических наук, лауреат премии имени А. Е. Ферсмана РАН (2007). Член-корреспондент РАН с 2022 года.

## Биография
Родился 21 января 1956 года [где?].
Окончил Геолого-геофизический факультет Новосибирского государственного университета (1978) и аспирантуру, в 1983 году защитил кандидатскую диссертацию.
С 1984 года заведующий сектором специального конструкторско-технологического бюро монокристаллов СО АН СССР.
В последующем — заведующий лабораторией экспериментальной минералогии и кристаллогенезиса (№ 453) Института геологии и минералогии им. В. С. Соболева СО РАН.
Заведующий лабораторией минералогии сверхвысоких давлений, доцент кафедры минералогии и петрографии ГГФ НГУ, читал курсы лекций «Минералогия», «Минералогия с основами кристаллографии», с 2012 г. — курс «Кристаллография».
В 1997 году защитил докторскую диссертацию по теме «Рост кристаллов алмаза: Экспериментальные исследования».

## Вклад в науку
Научные интересы:
- Экспериментальная минералогия высоких давлений
- Рост, реальная структура и свойства кристаллов
- Моделирование процессов природного минералообразования.

Под его руководством и при непосредственном участии создан научно-технический комплекс сверхвысоких давлений на базе установок БАРС (Беспрессовый аппарат разрезная сфера).

## Награды и премии
- Премия имени А. Е. Ферсмана (2007) — за цикл работ «Роль глубинных мантийных флюидов в образовании алмазов»
- Премия имени А.П. Виноградова (5 декабря 2023) — за цикл работ «Экспериментальное моделирование процессов, определяющих глобальные геохимические циклы углерода, серы и азота, и их роли в эволюции мантии Земли»